# 1388
1388 (MCCCLXXXVIII) var ett skottår som började en onsdag i den julianska kalendern.

## Händelser

### Februari
- 2 februari – Drottning Margareta väljs till norsk regent efter att hennes son Olof har avlidit året innan. Svenska stormän hyllar henne även som svensk regent och därmed har upproret mot Albrekt av Mecklenburg utbrutit. Margareta börjar med att belägra Axvall.

### Juni
- 14 juni – Vadstena kloster eldhärjas.[1]

### Okänt datum
- Vid Dalaborgsuppgörelsen återlämnas det mesta av Bo Jonssons väldiga jordegendomar till kronan.
- Sankta Karins höggotiska kyrka i Visby invigs.[2]

## Födda
- Claudius Clavus, dansk geograf.
- Charlotta av Bourbon, drottning av Cypern.

## Avlidna
- Borommaracha I, kung av Ayutthaya.
- Karl Thopia, kung av Arberien.
- Tran Phe De, kejsare av Vietnam.

### Fotnoter
1. ↑  ”Värmlands brandhistoriska klubb”. Arkiverad från originalet den 12 oktober 2011. https://www.webcitation.org/62NB7kO36?url=http://www.brandhistoriska.org/olyckor_se.html. Läst 25 mars 2011.
2. ↑  Wase, Dick (2002). Kyrkorna i Visby. Gotländskt arkiv